# 炎 (冠二郎の曲)
「炎」（ほのお）は、1992年9月21日に発売された冠二郎のシングル。

## 解説
タイトル曲「炎」の作詞は三浦康照、作曲は和田香苗による。それまで、オーソドックスな演歌を得意としてきた冠が、突如毛色の変わった曲を発売したことで注目され、ヒットとなった。サビの「アイ、アイ、アイライク演歌」、コーラスの「Flame, Flame, Flame」など、英語が含まれており、イントロのかけ声「セイヤー」を含め、それまでの演歌・歌謡曲にない思い切りとユニークさで注目を集めた。とくに若者層の支持が強かったこともヒットの要因である。
冠は「炎」で1992年の第25回日本有線大賞有線音楽賞を受賞し、第43回NHK紅白歌合戦に出場した。楽曲の発表から20年後の2012年には第45回日本有線大賞有線功労賞を受賞した。
本作以後、冠は「バイキング」「ムサシ」など、三浦・和田の手によって書かれた演歌の枠にとらわれない世界観の曲を立て続けにリリースし、1998年にはリミックスCD「冠Revolution」も発売され、演歌歌手では初となるインストアイベントを開催するまでに至った。
本曲がTBSラジオの『コサキンDEワァオ!』で取り上げられると、冠自らゲスト出演。自身のユニークなキャラクターも注目され、冠人気に拍車をかけた。
2003年には、カップリング曲を「ムサシ」に変更したマキシシングル及びカセットテープとして再発されている。

## 収録曲

### 1992年盤
- 両楽曲共に、作詞：三浦康照

1. 炎（4分20秒）
作曲：和田香苗、編曲：前田俊明
2. なみだ艶歌（4分18秒）
作曲：市川昭介、編曲：佐伯亮
3. 炎（カラオケ）
4. なみだ艶歌（カラオケ）

### 2003年盤
- 両楽曲共に、作詞：三浦康照、作曲：和田香苗、編曲：前田俊明

1. 炎（4分20秒）
2. ムサシ（4分42秒）
3. 炎（カラオケ）
4. ムサシ（カラオケ）